# Керролл (округ, Джорджія)
Шаблон:StateAbbr_ 33°35′ пн. ш. 85°05′ зх. д. / 33.58° пн. ш. 85.08° зх. д.
Округ Керролл (англ. Carroll County) — округ (графство) у штаті Джорджія, США. Ідентифікатор округу 13045.

## Історія
Округ утворений 1825 року.

## Демографія
За даними перепису
2000 року
загальне населення округу становило 87268 осіб, зокрема міського населення було 41544, а сільського — 45724.
Серед мешканців округу чоловіків було 42532, а жінок — 44736. В окрузі було 31568 домогосподарств, 23026 родин, які мешкали в 34067 будинках.
Середній розмір родини становив 3,09.
Віковий розподіл населення поданий у таблиці:
| Стать    | До 15 років | 15-21 | 22-29 | 30-39 | 40-49 | 50-65 | 65-85 | Понад 85 |
| -------- | ----------- | ----- | ----- | ----- | ----- | ----- | ----- | -------- |
| Чоловіки | 9757        | 5222  | 5299  | 6623  | 5968  | 6245  | 3171  | 247      |
| Жінки    | 9172        | 5724  | 5222  | 6533  | 6158  | 6634  | 4505  | 788      |

## Суміжні округи
- Полдінг — північ
- Дуглас — схід
- Фултон — схід
- Ковета — південний схід
- Герд — південь
- Рендолф, Алабама — південний захід
- Клеберн, Алабама — захід
- Гералсон — північний захід

## Виноски
1. ↑  U.S. Decennial Census. United States Census Bureau. Архів оригіналу за 26 квітня 2015. Процитовано 17 червня 2014.
2. ↑  Historical Census Browser. University of Virginia Library. Архів оригіналу за 11 Серпня 2012. Процитовано 19 червня 2014.
3. ↑  Population of Counties by Decennial Census: 1900 to 1990. United States Census Bureau. Архів оригіналу за 2 Лютого 2019. Процитовано 19 червня 2014.
4. ↑  Census 2000 PHC-T-4. Ranking Tables for Counties: 1990 and 2000 (PDF). United States Census Bureau. Архів оригіналу (PDF) за 18 Грудня 2014. Процитовано 19 червня 2014.
5. ↑  State & County QuickFacts. United States Census Bureau. Архів оригіналу за 8 липня 2011. Процитовано 19 червня 2014.(англ.) Наведено за англійською вікіпедією.
6. ↑  American FactFinder. Бюро перепису населення США. Архів оригіналу за 29 липня 2011. Процитовано 31 січня 2008.

| США | Це незавершена стаття з географії США. Ви можете допомогти проєкту, виправивши або дописавши її. |